# Compagnie malienne du textile
La Compagnie Malienne de Textile (COMATEX) est une société malienne de textile située dans la région de Ségou.
Première usine textile du pays, elle est inaugurée en 1968. D'abord entreprise d'État, elle s'est transformée en entreprise privée, avec une participation majoritaire chinoise, COMATEX étant désormais une coentreprise de la COVEC, une filiale de la CREC ; cette présence chinoise est déjà effective à l'origine de l'usine[réf. nécessaire].
La COMATEX a produit du bazin.